# Pathapee Leh Ruk
Pathapee Leh Ruk (tiếng Thái: ปฐพีเล่ห์รัก; RTGS: Pa-tha-phi Le Rak; tên tiếng Việt: Cơn lốc tình) là bộ phim truyền hình Thái Lan nằm trong bộ Series 4 phần Bốn trái tim của núi năm 2010. Phim được phát sóng trên đài Channel 3 (CH3) Thái Lan với sự tham gia của Prin Suparat và Chalida Vijitvongthong.

## Tóm tắt nội dung
Đây là phần 3 trong dự án lớn nhất kỉ niệm 40 năm thành lập của đài CH3 - "4 Huajai Haeng Koon Kao" - gồm bốn câu chuyện: "Thara Himalai", "Duang Jai Akkanee", "Pathapee Leh Ruk" và "Wayupak Montra". Mỗi phần có nội dung riêng biệt, nhưng gắn liền với nhau, xung quanh 4 anh em nhà Adisuanrangsan và dựa theo 4 cuốn sách cùng tên.
Pathapee (Prin Suparat) - chủ khu nghỉ mát Thararin phải đối đầu với cô nàng chuyên phá rối. Choe-em (Chalida Vijitvongthong), một cô gái lém lỉnh người lập ra kế hoạch phá rối khu nghỉ mát của anh vì một mục đích nào đó. Anh vui vẻ theo dõi cô, để xem cô định phá khu nghỉ mát ra sao. Cô có nhiệm vụ phải hoàn thành kế hoạch dù cho anh luôn phá tan mọi mưu mẹo của cô. Anh lúc nào cũng bắt bẻ cô cho tới khi anh quen với nó và dần dần có tình cảm với cô.

## Diễn viên

### Diễn viên chính
- Prin Suparat vai Pathapee "Din" Adisuan
- Chalida Vijitvongthong vai Choe-em (Cha-em) Wongwanitsakulkit / Choe-em (Cha-em) Wongwai

### Diễn viên phụ
- Nadech Kugimiya vai Akkanee "Fai" Adisuan
- Urassaya Sperbund vai Ajjima (Jeed)
- Pakorn Chatborirak vai Wayupak "Lom" Adisuan
- Supranee Jayrinpon vai Mali
- Santi Santiwetchakun vai Siam
- Danai Jarujinda vai Natee
- Pichapat Mahathityakul vai Sonchat / "Pine"
- Thaihiran Yuwadi vai Bua Loi / Khun Bualoy
- Thanongsak Suphakan vai Wasan
- Jessica Pasaphan vai RungArun "Oliang" Yenjai
- Chaidi Dididi vai Rarin
- Boromwuti Hiranyatithi vai Saroj
- Santisuk Promsiri vai Montree
- Jakkrit Ammarat vai Moke
- Daraneenute Pasutanavin vai Kanya
- Natthaphong Karbthong vai Tonsai

### Xuất hiện đặc biệt
- Kimberly Ann Voltemas vai Thipthara "Nam" Adisuan-Rajaput

## Rating
| Tập        | Ngày phát sóng | Rating |
| ---------- | -------------- | ------ |
| 1          | 26/11/2010     | 7.9    |
| 2          | 27/11/2010     | 7.6    |
| 3          | 28/11/2010     | 6.2    |
| 4          | 03/12/2010     | 6.1    |
| 5          | 04/12/2010     | 5.9    |
| 6          | 05/12/2010     | 6.4    |
| 7          | 10/12/2010     | 6.9    |
| 8          | 11/12/2010     | 7.7    |
| Trung bình | Trung bình     | 6.8    |

## Ca khúc nhạc phim
- ให้รักเดินทางมาเจอกัน / Hai Rak Dern Tang Ma Jer Gan (Let Love Meet) Thể hiện bởi: Chinawut Indracusin
- อย่างน้อยก็รักเธอเป็นเหมือนกัน / Yang Noi Gor Ruk Ter Pen Meun Gun Thể hiện bởi: Tina

## Giải thưởng và đề cử
| Năm  | Giải thưởng | Hạng mục                            | Đề cử                  | Kết quả |
| ---- | ----------- | ----------------------------------- | ---------------------- | ------- |
| 2011 | Top Awards  | Best New Coming Actress             | Chalida Vijitvongthong | Đề cử   |
| 2011 | Top Awards  | Best New Coming Actor               | Prin Suparat           | Đề cử   |
| 2011 | Top Awards  | Best Supporting Actress in a Lakorn | Pichapat Mahathityakul | Đề cử   |